# Edda Minck
Edda Minck (* 1958) (eigentlich Gabriele  Brinkmann), ist eine deutsche Schriftstellerin. Einem breiten Lesepublikum ist sie als Autorin der „Ruhrpottkrimis“ um Maggie Abendroth bekannt, die sie seit 2007 veröffentlicht, zunächst als Autorenduo Minck & Minck, später als alleinige Verfasserin. Weitere von Edda Minck verwendete Pseudonyme sind W.W. Domsky, Hermione Grey und Jelly Connelly.

## Leben
Die aus einer Bochumer Bergmannsfamilie stammende Edda Minck hat mehr als 20 Jahre lang vorrangig als Produzentin, Redakteurin und Drehbuchautorin für Film und Fernsehen gearbeitet, war daneben aber auch in anderen Berufsfeldern tätig.
Unter dem Pseudonym Blunt & Grey (Grace Blunt und Hermione Grey) gewann das Autorinnenduo (Minck&Minck) mit dem Filmstoff Fatwa 2006 beim Wettbewerb der Krimi-Stoffbörse des Tatort Eifel. Im Jahr darauf holten die Autorinnen bei diesem Wettbewerb erneut einen Preis, diesmal mit Abendroth!, dem Konzept für eine mehrteilige Fernsehkrimi-Reihe.
Die Kriminalromane totgepflegt und abgemurkst, erschienen 2007 und 2008 im Düsseldorfer Droste Verlag. Im Mittelpunkt der auf mehrere Teile angelegten Krimireihe steht die fiktive Drehbuchautorin Maggie Abendroth, die nach einem beruflichen Aus einen neuen Anfang in ihrer Heimatstadt Bochum unternimmt und dabei stets in absonderliche Mordfälle verwickelt wird. Mit umgenietet legten Minck & Minck 2009 einen weiteren Fall vor.
Edda Mincks Solowerk Für kein Geld der Welt (2009) gehörte zu den Finalisten des Wettbewerbs um den DeLiA-Literaturpreis 2010.
Der Kriminalroman Ehre, wem Ehre..., dessen Veröffentlichung der Verleger des Droste-Verlags, Felix Droste, 2009 wegen angeblich islamfeindlicher Tendenzen abgelehnt hatte, erschien unter dem Pseudonym W.W. Domsky im Leda-Verlag, Leer.
Die beiden nächsten – und letzten – Maggie-Abendroth-Romane ausgeträllert (2010) und totgequatscht (2012) veröffentlichte Edda Minck im KBV-Verlag, Hillesheim.
Den Umstand, dass so genannte „Tierretter“ Straßenhunde oder Hunde aus Tierheimen in südlichen Ländern Europas nach Mitteleuropa bringen, um ihnen dort ein „besseres Leben“ zu ermöglichen, ist der Ausgangspunkt ihres satirischen Romans Idioten auf zwei Pfoten. Die Mops-Tagebücher (2010).
Regelmäßig bestreitet Edda Minck auch Autorenlesungen, dank ihres Kriminalromans totgepflegt nicht selten bei Bestattungsunternehmen.
Für das Bochumer Stadtteilmagazin VorOrt schrieb sie außerdem die Kolumne Fragen Sie Oma Berti. Die im typischen Ruhrdeutsch über die kleinen Themen des Alltags „philosophierende“ örtliche Kioskbetreiberin gehörte zuvor schon zum Figurenarsenal der Maggie-Abendroth-Romane. Eine Auswahl aus diesen Kolumnen wurde 2011 unter dem Titel Bissitage, Eure Oma Berti - Neues von der Bochumer Kioskphilosophin (ISBN 9783981462906) auch in Buchform veröffentlicht.

## Zitat
„Ich muss herauskriegen, wie Sachen laufen. Nicht auf Google und nicht auf Wikipedia.“

## Werke
- Minck & Minck totgepflegt. Maggie Abendroth und der kurze Weg ins Grab. In der Reihe Droste Krimi Ruhrgebiet. Droste, Düsseldorf 2007 (ISBN 978-3-7700-1260-2).
- als Minck & Minck abgemurkst. Maggie Abendroth und das gefährliche Fischen im Trüben. In der Reihe Droste Krimi Ruhrgebiet. Droste, Düsseldorf 2008 (ISBN 978-3-7700-1280-0).
- als Minck & Minck umgenietet. Maggie Abendroth und der alten Narren tödliches Geschwätz. In der Reihe Droste Krimi Ruhrgebiet. Droste, Düsseldorf 2009 (ISBN 978-3-7700-1290-9).
- Edda Minck Für kein Geld der Welt. Eine fantastische Geschichte, die ganz bestimmt wahr ist. Droste, Düsseldorf 2009 (ISBN 978-3-7700-1375-3).
- W.W. Domsky: Ehre, wem Ehre... Kriminalroman. Leda, Leer 2009 (ISBN 978-3-939689-33-1).
- Edda Minck Idioten auf zwei Pfoten. Die Mops-Tagebücher. Goldmann, München 2010 (parallel auch als Online-Ausgabe veröffentlicht; ISBN 978-3-442-31235-1).
- Minck & Minck (Edda Minck) ausgeträllert. Maggie Abendroth und die letzte Fahrt der Nachtigall. Krimi aus dem Ruhrgebiet. KBV, Hillesheim 2010 (ISBN 978-3-940077-89-9).
- Edda Minck Bissitage, Eure Oma Berti. Neues von der Bochumer Kioskphilosophin. MiKa Kommunikation, Bochum 2011 (ISBN 978-3-9814629-0-6).
- Minck & Minck (Edda Minck) totgequatscht - Maggie Abendroth und der Teppich des Todes. KBV, Hillesheim 2012 (ISBN 978-3-942446-60-0).

Daneben ist die Autorin mit einer Reihe von Kurzgeschichten in mehreren Anthologien vertreten.